# Godmania
Godmania, biljni rod iz porodice katalpovki smješten u Tabebuja savez. Sastoji se od dvije vrste drveća iz Srednje i Južne Amerike. . Tipična je Cybistax macrocarpa Benth., sinonim za Godmania aesculifolia.

## Opis
Mala do srednje velika stabla

## Vrste
1. Godmania aesculifolia (Kunth) Standl.
2. Godmania dardanoi (J.C.Gomes) A.H.Gentry brazilski endem iz država Piauí, Ceará, Pernambuco i Bahia.

## Sinonimi
- Xerotecoma J.C.Gomes; Rev. Brazil. Biol. 24: 405 (1964)